# Xandarovula
Xandarovula är ett släkte av snäckor som beskrevs av Ten Cate 1973. Xandarovula ingår i familjen Ovulidae.
Släktet innehåller bara arten Xandarovula patula. Xandarovula är enda släktet i familjen Ovulidae.